# Godefroid Kurth
Godefroid Kurth (Arlon, 11 de mayo de 1847 - Bruselas, 4 de enero de 1916) fue un historiador y escritor belga. Enseñó en la Universidad de Lieja (1873-1906).

## Obras
- Caton l'ancien, étude biographique, 1872
- Saint Grégoire de Tours et les études classiques au VIe siècle, 1878
- La Loi de Beaumont en Belgique, 1881
- Les Origines de la civilisation moderne, 1886
- Une biographie de l'évêque Notger au XIIe siècle, 1891
- La lèpre en Occident avant les Croisades, 1891
- Histoire poétique des Mérovingiens, 1893
- La Frontière linguistique en Belgique et dans le nord de la France, 1895-1898
- Clovis, 1896
- Qu’est-ce que le moyen âge ?, 1897
- Les Ducs et les comtes d'Auvergne au VIe siècle, 1900
- L'Église aux tournants de l'histoire, 1900
- Les Nationalités en Auvergne au VIe siècle, 1900
- Saint Boniface, 1902
- Notger de Liège et la civilisation au Xe siècle, 1905
- La Cité de Liège au Moyen-Âge, 1909-1910
- Mizraim, souvenirs d'Égypte, 1912
- La Nationalité belge, 1913
- Études franques, 1919